# Dra. Dioneia Lacerda
Maria Dioneia de Andrade Lacerda (nascida em [data desconhecida]) é uma cirurgiã-dentista e política brasileira. Foi a primeira mulher eleita prefeita do município de Araripina, no estado de Pernambuco, exercendo seu mandato entre 1993 e 1996.

## Biografia
Maria Dioneia de Andrade Lacerda nasceu em Araripina, Pernambuco, filha de Pedro Abraão de Andrade e Rita Nunes de Andrade. Graduou-se em Odontologia pela antiga Faculdade de Odontologia de Caruaru (FOP), atualmente parte da ASCES-UNITA.

### Carreira profissional
Antes de ingressar na política, exerceu a profissão de cirurgiã-dentista em Araripina, onde construiu uma reputação de respeito pela população local. Sua atuação profissional foi destacada tanto na cidade quanto nos distritos do município.

### Carreira política
Em 1992, Dioneia Lacerda concorreu à prefeitura de Araripina pelo Partido da Frente Liberal (PFL), tendo como candidato a vice-prefeito o empresário Manoel Valmir Simeão. A disputa contou com outros dois candidatos: Emanuel Santiago Alencar (Bringel), do Partido da Reconstrução Nacional (PRN), e José Alencar Gualter, do Partido Social Trabalhista (PST).
Dioneia Lacerda venceu o pleito com ampla margem de votos, tornando-se a primeira mulher eleita prefeita de Araripina. Sua eleição representou um marco na participação feminina na política do Sertão pernambucano. Durante seu mandato (1993-1996), sua gestão buscou melhorias na infraestrutura e na qualidade de vida dos munícipes.
1. 1 2 3 4 5  «Prefeitos - Araripina». Prefeitura de Araripina. 2015. Consultado em 9 de fevereiro de 2025